# SNCF BB 17000
Die BB 17000, auch Danseuses genannt, ist eine französische Elektrolokomotivbaureihe aus der BB-Alsthom-Familie, die von 1965 bis 1968 gebaut wurde. Insgesamt wurden 105 Lokomotiven dieser Bauart von der Société nationale des chemins de fer français (SNCF) beschafft. Zwischen 2007 und 2020 wurden die Lokomotiven ausgemustert.

## Geschichte

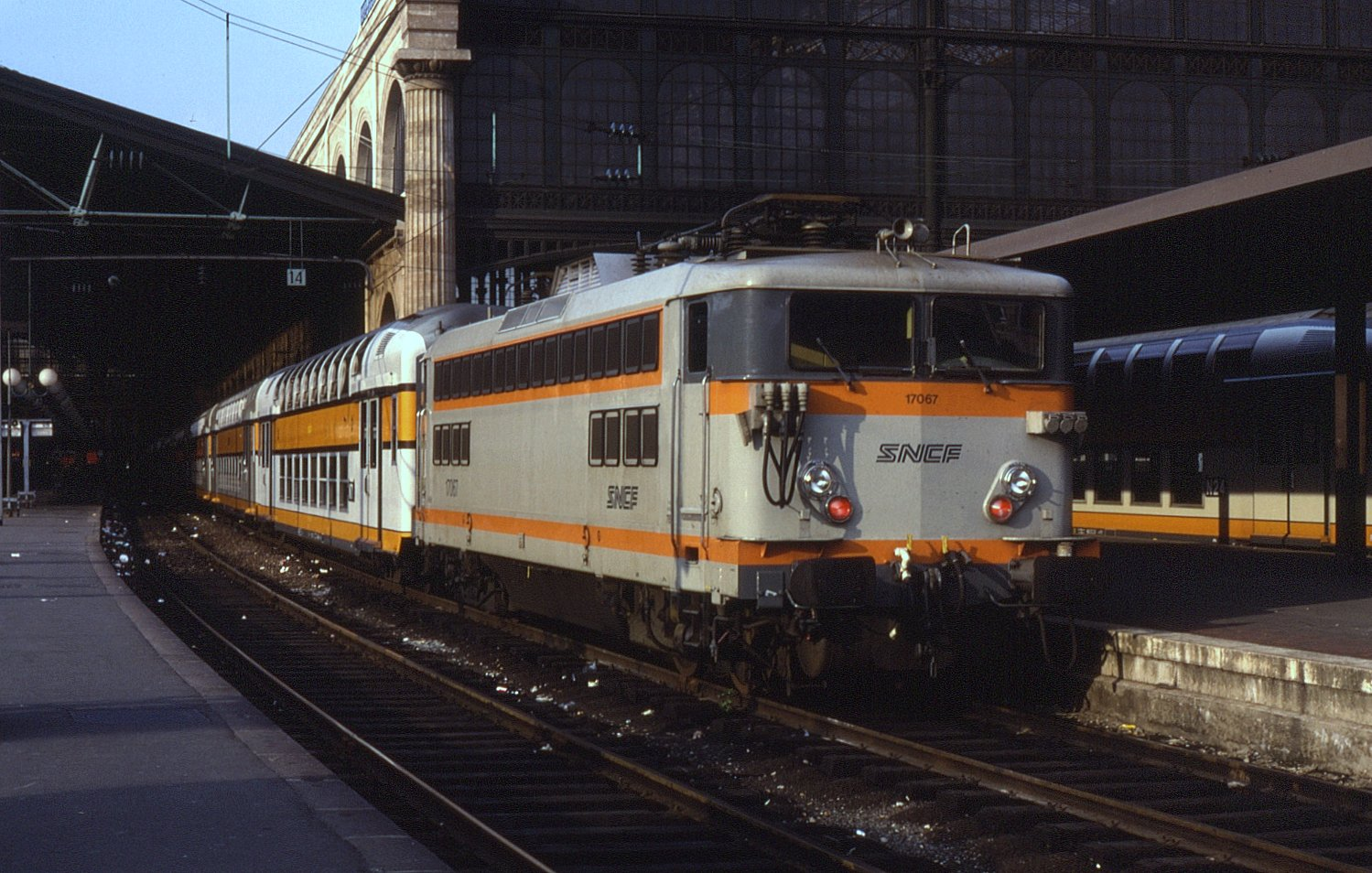
BB 17067 in der Farbgebung „Béton“

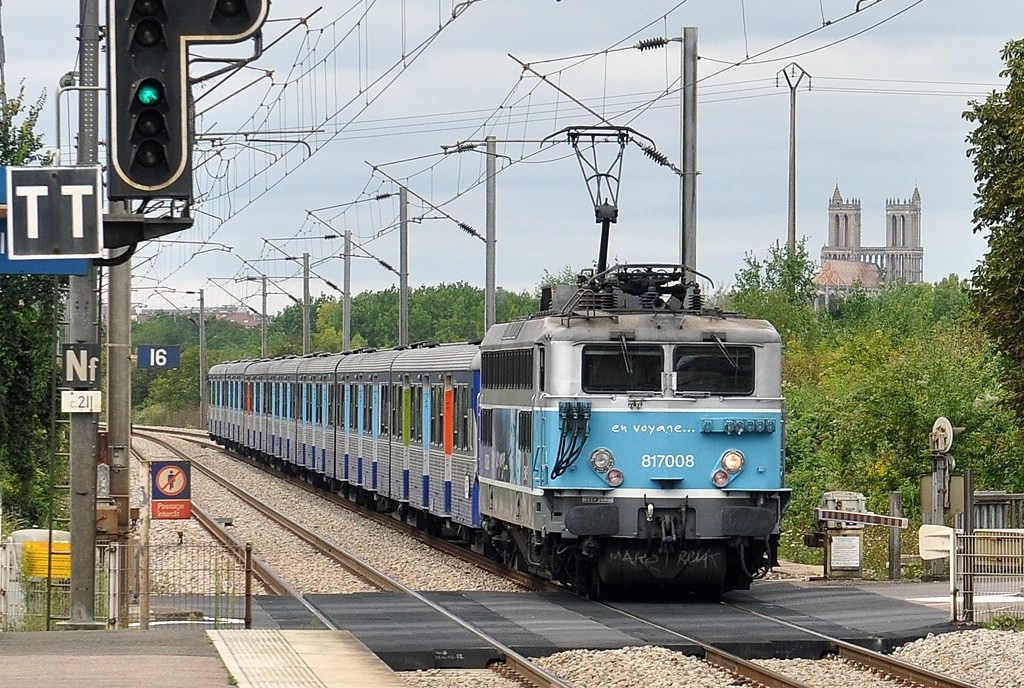
BB 17008 in der Farbgebung „En Voyage“ vor einem Rame inox omnibus

In den 1960er-Jahren benötigte die SNCF geeignete Lokomotiven für das stetig wachsende 25.000-V-Wechselspannungs-Netz. Die BB 17000 entstanden aus der Zweisystemlokomotive BB 25500 durch Weglassen des Gleichstromteils. Sie wurde in zwei Varianten hergestellt. Bis 1968 wurden insgesamt 105 Exemplare gebaut. Seit 2007 wurden sie schrittweise ausgemustert, 2015 waren noch 50 in Betrieb, 2020 wurde die letzte ausgemustert.

## Technische Merkmale

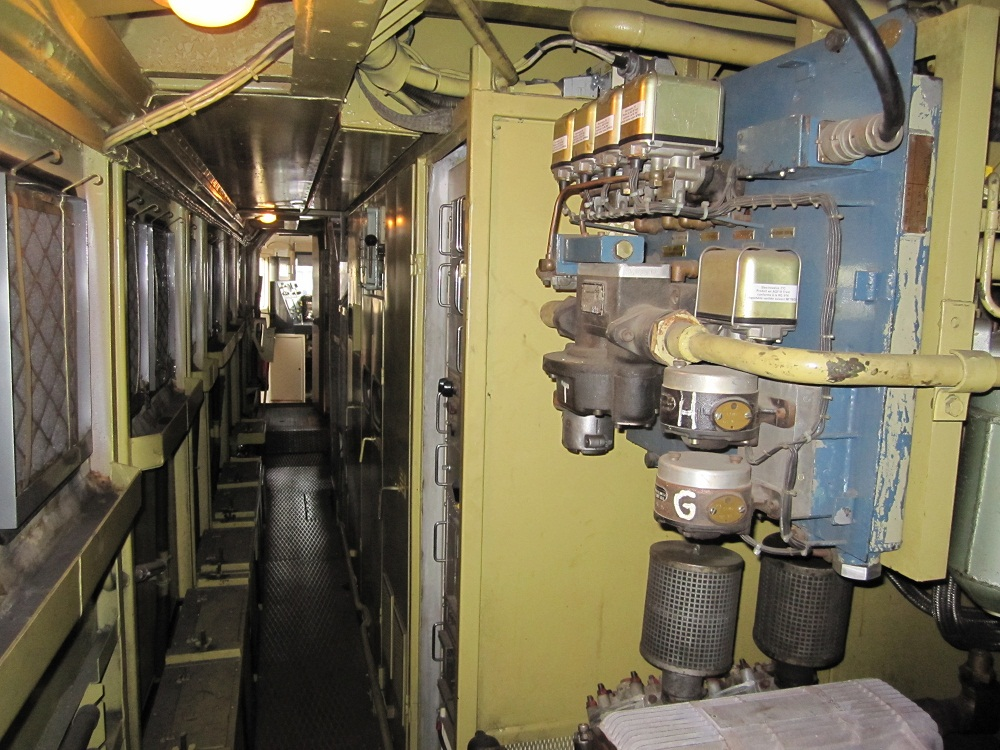
Maschinenraum

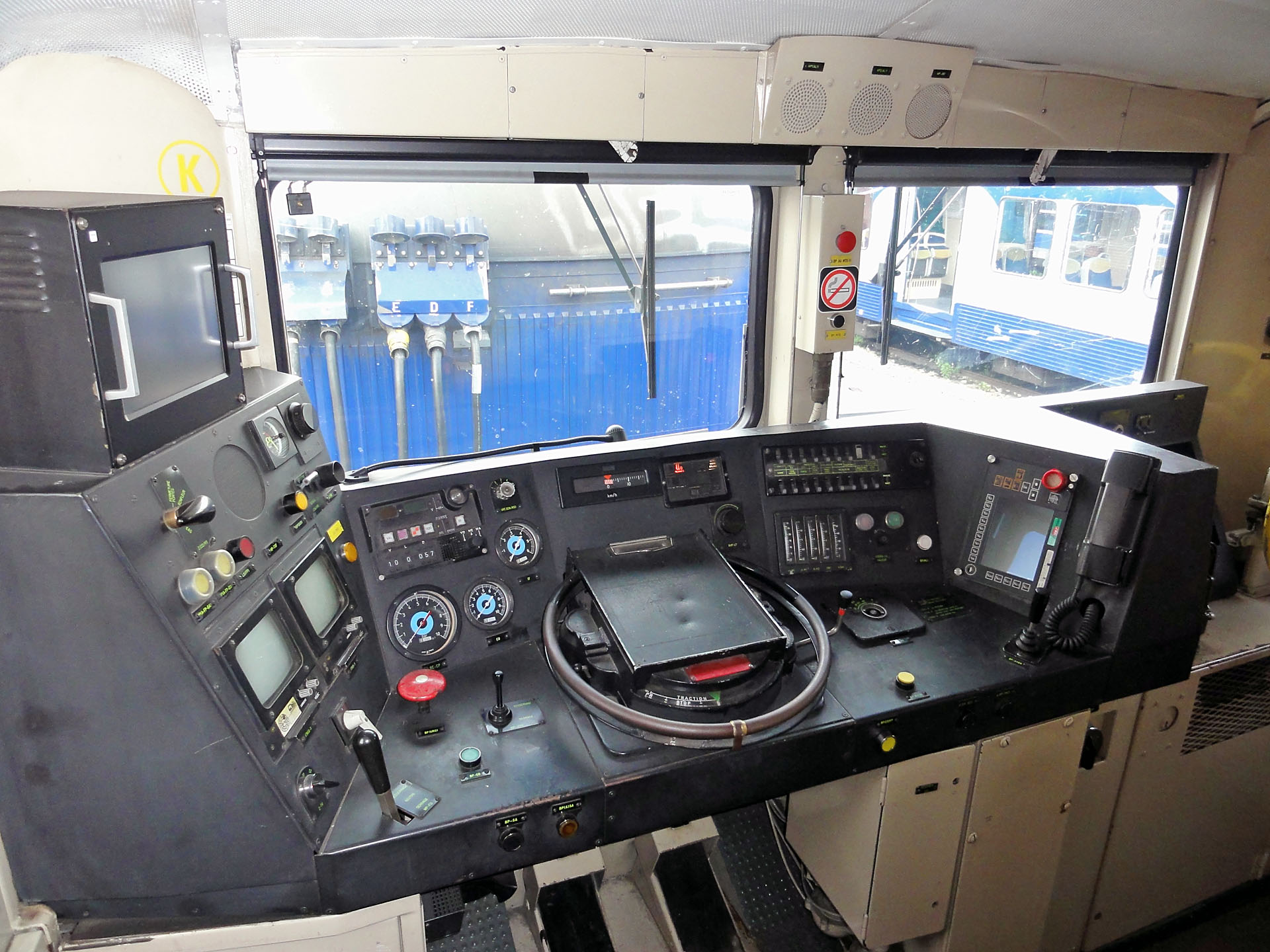
Fahrpult

Diese Lokomotiven sind den SNCF BB 25500 sehr ähnlich, außer dass sie nicht unter 1,5 kV Gleichspannung fahren können. Die Baureihe BB 17000 war mit zwei Übersetzungsverhältnissen ausgestattet, was die Güterzugbeförderung mit 90 km/h und die Personenzugbeförderung mit 140 km/h ermöglichte. Mit einer Dauerleistung 2940 kW waren die Loks dazu geeignet, auch auf Hauptstrecken vor Personenzügen eingesetzt zu werden. Die Lokomotiven kommen überwiegend auf mit 25 kV elektrifizierten Strecken im Norden und Osten Frankreichs zum Einsatz.
Es gibt insgesamt drei verschiedene Wagenkästen. Die 17001–17037 besitzen einen 13,604 Meter langen Rahmen mit senkrechter Front. Die 17038–17105 besitzen einen 13,7 Meter langen Rahmen mit senkrechter Front. Die 17005 besitzt als einzige einen kleinen Vorbau (Nase) und hat einen 14,38 Meter langen Rahmen. Diese Besonderheit trug dieser Lokomotive den Übernamen Donald Duck ein. Diese abweichende Kastenform bekam sie, weil sie nach einem Unfall einen Kasten mit verbesserten Kollisionsschutz erhielt. Auch erhielt sie damals ein anderes Untergestell, das eigentlich dem der BB 25500 entspricht. Durch den geänderten Wagenkasten, ist sie mit 79 Tonnen auch eine Tonne schwerer als die übrigen Lokomotiven, bei welchen das Gewicht mit 78 Tonnen angegeben wird. Entsprechend unterschiedlich ist auch die Länge über Puffer 14,7 (17001–17037), 14,94 (17038–17105) und 15,57 (17005) Meter. Die Abmessungen des Drehgestells ist aber überall gleich. Der Drehzapfenabstand beträgt 8,5 Meter und im Drehgestell haben die Achsen ein Abstand von 1608 mm, was ein Gesamtradstand von 9,108 Meter ergibt. Alle Räder haben einen Nenndurchmesser von 1100 mm. Jedes Drehgestell besitzt einen einzelnen Fahrmotor (Monomotor-Drehgestell), der über ein Schaltgetriebe beide Achsen antreibt. Der Motor der Bauart TAB 660 B1 ist zwangs-ventiliert und hat bei 1500 Volt Spannung einen Nennstrom von 1050 Ampere.
Die beiden Einholm-Stromabnehmer des Bautyps AM 18 U, sind ungleich auf dem 3,58 Meter hohen Dach verteilt. Die Schleifleistenmitte des Stromabnehmer auf der Seite mit dem Hauptschalter ist 4.271 mm außer der Kastenmitte, während auf der anderen Seite das Maß 4.239 mm beträgt. Bei beiden Stromabnehmer ist das mittlere Gelenk der Kastenmitte zugewandt.
Die Lokomotiven besitzen eine Wendezugsteuerung und kann mit einer weiteren Lokomotive in Doppeltraktion verkehren. Für den Betrieb mit Personenzügen besitzt die Lokomotive ein „Equipement à Agent Seul“, dies ermöglicht es Züge ohne Zugbegleiter zu führen. Dazu ist auch eine Sprechverbindung zwischen Lokomotive und Zug eingebaut.
Die Lokomotive hat eine Gleitschutzeinrichtung und eine mehrlösige pneumatische Bremse. Stirnseitig ist jeweils nur ein Anschluss mit einem Absperrhahn für die Hauptluftleitung der Druckluftbremse und eine Hauptluftbehälterleitung mit 9 bar vorhanden. Dafür besitzt sie auf jeder Stirnseite sowohl ein Kabel wie eine Heizdose für die Zugsammelschiene. Diese wird wie in Frankreich üblich mit 1500 Volt und 50 Hertz betrieben.
Als Zugsicherungssysteme besitzt die Lokomotive neben der Grundausrüstung, auch die „Contrôle de vitesse par balises“, die „Repetition des signaux optique“ und als Zugfunk das „Radio sol train“ eingebaut. Als Sicherheitsfahrschaltung ist das „Veille Automatique à contrôle de maintien d'appui“ eingebaut.

## Einsatz
Die Lokomotiven kamen mehrheitlich vor Zügen des Transilien Paris-Nord, Saint-Lazare und Paris-Est zum Einsatz. Sie wurden aber auch mit Rames inox omnibus (RIO) beim TER Bretagne und vor Güterzügen eingesetzt. Die für diese Lokomotiven zuständige Werkstatt war das Technicentre Quatre-Mares (Ortsteil von Sotteville-lès-Rouen).
Die beiden ersten ausrangierten Lokomotiven, BB 17099 und BB 17101, wurden nach Rumänien verkauft.

### Ausrangierte Fahrzeuge
- November 2007: BB 17099 und 17101 (Verkauf nach Rumänien)
- August 2008: BB 17005
- November 2008: BB 17001, 17019, 17057 und 17104
- Dezember 2008: BB 17006, 17012, 17015, 17027, 17037, 17045 und 17078
- Februar 2009: BB 17063
- Mai 2009: BB 17032
- Dezember 2009: BB 17007
- September 2009: BB 17022, 17048
- Dezember 2010: BB 17040
- Dezember 2011: BB 17030

Im April 2017 waren noch sieben Loks im Bestand, im Juni 2019 dann nur noch die Maschinen 17053, 17055 und 17071. Deren Einsätze endeten am 13. November 2020, danach wurden sie zum Verschrotten nach Sotteville gebracht. Die BB 17055 dient in Achères als Ersatzteilspender für die von der Amicale des Agents de Paris St Lazare (AAPSL) erhaltene BB 17016.